# (6638) 1989 CA
A (6638) 1989 CA a Naprendszer kisbolygóövében található aszteroida. Masaru Arai és Hiroshi Mori fedezte fel 1989. február 2-án.